# Together Stronger (C'mon Wales)
"Together Stronger (C'mon Wales)" é uma canção da banda britânica de rock Manic Street Preachers, lançada em maio de 2016. Escrita pelo baixista Nicky Wire com arranjos do vocalista James Dean Bradfield e do baterista Sean Moore, foi produzida como hino da Seleção Galesa de Futebol para o Campeonato Europeu de Futebol de 2016.
O lançamento da canção coincidiu, também, com o lançamento do box comemorativo dos 20 anos do álbum Everything Must Go (1996). Em comemoração, o grupo colocou uma versão remix de "A Design for Life" como Lado B na versão vinil. A versão física, no entanto, só foi lançada no início de junho.
Para a divulgação do single, no dia anterior a banda publicou um videoclipe da música, que mescla imagens da torcida da Seleção Galesa de Futebol, jogadores e os três integrantes performando-a.

## Faixa
| N.º | Título                                   | Compositor(es)                                | Duração |  |
| 1.  | "Together Stronger (C'mon Wales)"        | James Dean Bradfield, Nicky Wire e Sean Moore | 3:50    |  |
| 2.  | "A Design for Life" (David Wrench Remix) | James Dean Bradfield, Nicky Wire e Sean Moore |         |  |

## Ficha técnica
- James Dean Bradfield - vocais, guitarras
- Sean Moore - bateria, percussão
- Nicky Wire - baixo